# Mehmet Bogujevci
Mehmet Bogujevci (* 3. Mai 1951 in Bresje bei Fushë Kosova) ist ein ehemaliger jugoslawischer Boxer kosovarischer Nationalität. Er war unter anderem Jugoslawischer Meister, Mittelmeerspielesieger, Vizeweltmeister und Teilnehmer der Olympischen Sommerspiele 1980 in Moskau.

## Boxkarriere
Bogujevci begann 1966 im Club Spartak Subotica mit dem Boxen und wechselte 1970 zum Boxclub Pristina, dem er bis zum Ende seiner Karriere 1983 angehörte. Er wurde 1967 und 1968 jeweils Jugoslawischer Juniorenmeister, sowie 1977 in Skopje auch Jugoslawischer Meister im Halbweltergewicht bei den Erwachsenen, nachdem er zuvor insgesamt viermal Vizemeister geworden war. Zudem wurde er mit Pristina fünfmaliger Jugoslawischer Mannschaftsmeister.
1977 gewann er nach einer knappen Halbfinalniederlage mit 2:3 gegen Ulrich Beyer eine Bronzemedaille bei der Europameisterschaft in Halle (Saale) und startete bei der Weltmeisterschaft 1978 in Belgrad. Dort kam er mit Siegen gegen Simion Cuțov, Bogdan Gajda und Karl-Heinz Krüger bis in das Finale, wo er gegen Waleri Lwow unterlag und Vizeweltmeister wurde.
Nach dem Gewinn der Mittelmeerspiele 1979 in Split nahm er auch an den Olympischen Sommerspielen 1980 in Moskau teil und siegte gegen Mohamed Moukdad und Michael Pillay, ehe er im Viertelfinale gegen John Mugabi ausschied.
Von der in albanischer Sprache erscheinenden jugoslawischen Tageszeitung Rilindja wurde er von 1979 bis 1981 dreimal in Folge zu Kosovos Sportler des Jahres gewählt.

## Nach dem Boxen
Mehmet Bogujevci war von 1999 bis Ende Juli 2021 Generalsekretär des Kosovarischen Boxverbandes und lebt in Bresje, am Stadtrand von Fushë Kosova (Stand: Oktober 2021).
2014 wurde er für seine Verdienste um den Sport, zusammen mit Fadil Vokrri, von der kosovarischen Präsidentin Atifete Jahjaga mit der Verdienstmedaille „Medalje Presidenciale të Meritave“ ausgezeichnet.